# Campeonato Baiano Segunda Divisão 2023
In 2023 werd het 54ste Campeonato Baiano Segunda Divisão gespeeld voor voetbalclubs uit de Braziliaanse staat Bahia. De competitie werd gespeeld van 14 mei tot 6 augustus en werd georganiseerd door de FBF. Jequié werd kampioen. 
Na dit seizoen werd ook de Terceira Divisão heringevoerd als derde klasse. Het was de bedoeling om dat dit jaar al te doen, maar door te weinig inschrijvingen werd deze competitie niet gespeeld. Grapiúna, dat vorig jaar in principe degradeerde werd zo heropgevist en ook Colo Colo en Leônico, die vorig jaar niet deelnamen konden zo in de tweede klasse aantreden. 

## Eerste fase
| Plaats | Club                 | Wed. | W | G | V | Saldo | Ptn. |
| ------ | -------------------- | ---- | - | - | - | ----- | ---- |
| 1.     | Jacobina             | 9    | 5 | 2 | 2 | 12:6  | 17   |
| 2.     | Jequié               | 9    | 5 | 2 | 2 | 11:6  | 17   |
| 3.     | Grapiúna             | 9    | 5 | 2 | 2 | 8:5   | 17   |
| 4.     | Vitória da Conquista | 9    | 4 | 5 | 0 | 16:7  | 17   |
| 5.     | UNIRB                | 9    | 4 | 4 | 1 | 19:9  | 16   |
| 6.     | Fluminense de Feira  | 9    | 3 | 4 | 2 | 9:5   | 13   |
| 7.     | Galícia              | 9    | 2 | 5 | 2 | 12:11 | 11   |
| 8.     | Juazeiro             | 9    | 1 | 5 | 3 | 9:8   | 8    |
| 9.     | Colo Colo            | 9    | 1 | 1 | 7 | 3:12  | 4    |
| 10.    | Leônico              | 9    | 0 | 0 | 9 | 3:33  | 0    |

|  | Gekwalificeerd voor tweede fase |

## Tweede fase
De halve finales werden in twee wedstrijden beslecht, bij gelijkspel na twee wedstrijden werden strafschoppen genomen, tussen haakjes weergegeven. 
|  | halve finale         | halve finale | halve finale | halve finale |  |          | finale | finale | finale | finale |
|  |                      |              |              |              |  |          |        |        |        |        |
|  |                      |              |              |              |  |          |        |        |        |        |
|  | Grapiúna             | 0            | 0            | 0            |  |          |        |        |        |        |
|  | Jequié               | 0            | 2            | 2            |  |          |        |        |        |        |
|  |                      |              |              |              |  | Jequié   | 1      | 1      | 2      |        |
|  |                      |              |              |              |  | Jacobina | 1      | 0      | 1      |        |
|  | Vitória da Conquista | 2            | 0            | 2            |  |          |        |        |        |        |
|  | Jacobina             | 1            | 2            | 3            |  |          |        |        |        |        |

## Totaalstand
| Plaats | Club                 | Wed. | W | G | V | Saldo | Ptn. |
| ------ | -------------------- | ---- | - | - | - | ----- | ---- |
| 1.     | Jequié               | 13   | 7 | 4 | 2 | 15:7  | 25   |
| 2.     | Jacobina             | 13   | 6 | 3 | 4 | 16:10 | 21   |
| 3.     | Vitória da Conquista | 11   | 5 | 5 | 1 | 18:10 | 20   |
| 4.     | Grapiúna             | 11   | 5 | 3 | 3 | 8:7   | 18   |
| 5.     | UNIRB                | 9    | 4 | 4 | 1 | 19:9  | 16   |
| 6.     | Fluminense de Feira  | 9    | 3 | 4 | 2 | 9:5   | 13   |
| 7.     | Galícia              | 9    | 2 | 5 | 2 | 12:11 | 11   |
| 8.     | Juazeiro             | 9    | 1 | 5 | 3 | 9:8   | 8    |
| 9.     | Colo Colo            | 9    | 1 | 1 | 7 | 3:12  | 4    |
| 10.    | Leônico              | 9    | 0 | 0 | 9 | 3:33  | 0    |

Colo Colo en Leônico zouden aanvankelijk degraderen naar de Terceira Divisão die na jaren onderbreking opnieuw gespeeld zou worden in 2024, maar doordat onvoldoende clubs zich aanmeldden werd de competitie niet gespeeld en degradeerden de clubs niet. 
|  | Kampioen, promotie            |
|  | Vicekampioen, promotie        |
|  | Uitgeschakeld in halve finale |
|  | Degradatie                    |

## Kampioen
| Campeonato Baiano de 2023 - Segunda Divisão |
| ------------------------------------------- |
| JEQUIÉ 3º Titel                             |

1922 · 1923 · 1924-1934 · 1935 · 1936 · 1937 · 1938 · 1939 · 1940 · 1941 · 1942-1964 · 1965 · 1966 · 1967 · 1968 · 1969 · 1970 · 1971 · 1972-1974· 1975 · 1976· 1977 · 1978 -1980 · 1981 · 1982 · 1983 · 1984 · 1985 · 1986 · 1987 · 1988 · 1989 · 1990 · 1991 · 1992 · 1993 · 1994 · 1995 · 1996 · 1997 · 1998 · 1999 · 2000 · 2001 · 2002 · 2003 · 2004 · 2005· 2006 · 2007 · 2008 · 2009 · 2010 · 2011 · 2012 · 2013 · 2014 · 2015 · 2016 · 2017 · 2018 · 2019 · 2020 · 2021 · 2022 · 2023  · 2024